# Opfer (Schimpfwort)

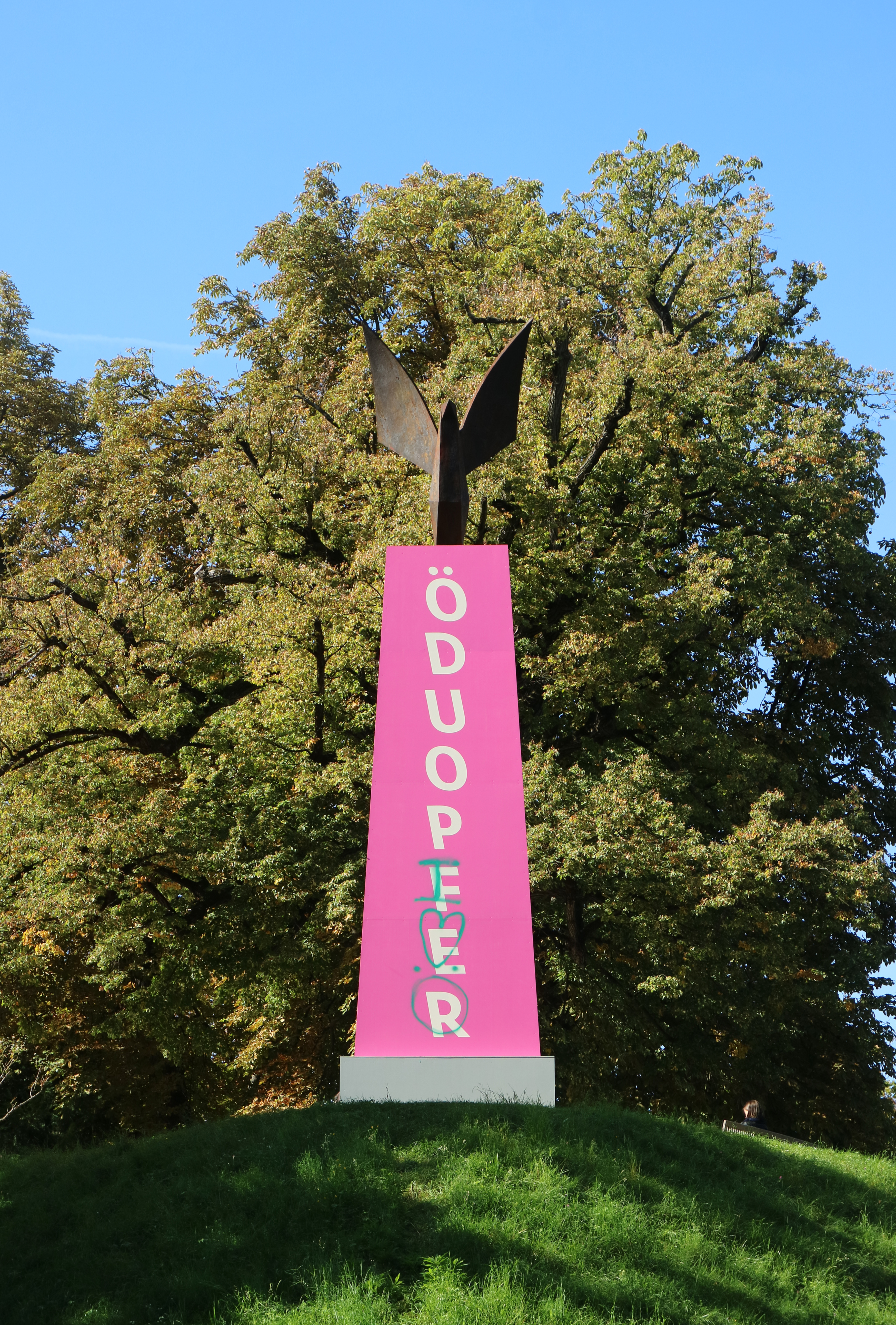
Installation Monumyth (2019) von Eduard Freudmann am Grazer Befreiungsdenkmal mit Schriftzug „Ö du Opfer“ als kritische Auseinandersetzung mit der österreichischen Opferthese

Das Wort Opfer tritt ungefähr seit den 2000er Jahren im deutschen Sprachraum auch als Schimpfwort auf. Abweichend vom traditionellen Sprachgebrauch drückt es eine abwertende und verächtliche Haltung jemandem gegenüber aus.
Inzwischen wird es unter Umständen auch abgeschwächt im Sinne von „uncool“, „langweilig“, „dumm“ verwandt, seltener als ironisch-freundliche Anrede.

## Etymologie
Die Wortverwendung in diesem Kontext ist vermutlich eine Lehnübersetzung aus dem Türkischen, wo das Wort kurban, das eigentlich „Opfer, Opfertier“ bedeutet, regional bzw. altertümlich auch als einfache Anredeinterjektion in der Bedeutung von „He du!“ verwendet werden kann. Der Gebrauch ähnelt dem ebenfalls in die deutsche Jugendsprache eingegangenen türkischen Wort lan für „Junge“ (ursprünglich von ulan oder oğlan „junger Mann“), bezieht sich aber in der Regel auf eine Person, die aus demselben Umfeld stammt wie man selbst, etwa wenn man feststellt, dass man aus derselben Stadt stammt. Ebenso wird es unter geliebten Familienangehörigen verwendet und bedeutet dann etwa „Du, für den ich mich opfern würde.“ Wie genau es im Türkischen zu dieser Verwendungsweise als Anrede gekommen ist, ist sprachhistorisch unklar. Möglicherweise handelt es sich um eine verkürzte Formel mit Bezugnahme auf das islamische Opferfest (Kurban Bayramı).

## Begriffsgebrauch
„Opfer“ (auch „Opfa“) wird in dem hier besprochenen Zusammenhang in der Regel vor dem Hintergrund der deutschen Wortbedeutung reinterpretiert. Aufgrund des fehlenden kulturellen Kontextes ist die ursprüngliche türkische Semantik und eigentlich völlig neutrale und keinesfalls pejorative Verwendungspragmatik in Deutschland unbekannt bzw. unerklärlich und so wahrscheinlich auch bei Teilen der türkischen Muttersprachler inzwischen verlorengegangen.
Unabhängig davon wird eine abwertende Beurteilung des Opferseins bereits in Platons Gorgias erwähnt. Darin widerspricht der Sophist Kallikles dem Philosophen Sokrates, laut welchem es besser sei, ein Opfer zu sein als anderen Unrecht zu tun.
Vielen missfällt, dass hier keine Empathie für eventuell erlittenes Leid zum Ausdruck kommt, der Begriff daher abwertend und verächtlich wirkt und mithin wohl auch so gemeint ist, um eine entsprechende Schockwirkung zu erzielen. Der Begriff zielt im Straßenjargon auf Personen, die sich nicht ausreichend wehren können oder auf andere Weise Schwächen zeigen und allgemein nicht einem Konzept von harter, starker und wehrhafter Männlichkeit entsprechen. Daher dient die Verwendung des Begriffes insbesondere unter Jungen dazu, den so Bezeichneten zu entmännlichen. In diesem Sinn ist das Wort „Opfer“ in etwa ein Synonym für Versager oder Loser. Der so Bezeichnete habe als Loser seine Randgruppenlage selbst verschuldet.
Die Bezeichnung ist als Diss Bestandteil des Hip-Hop-Jargons. Beispiel hierfür ist der Beef zwischen den Deutschrappern Bushido und Fler.
Besondere Bekanntheit erhielt die Redewendung im Sinne einer einschüchternden Drohgebärde unter Jugendlichen durch den Mustersatz „Gib mir Jacke, du Opfa, sonst mach isch disch Messa“ aus dem Sketch Deutschkurs für Türken in der Sendung Ladykracher von Anke Engelke.
Der Begriff wird teils auch im Sinne von „uncool“, „langweilig“, „dumm“ etc. benutzt, auch als scherzhafte Anrede unter Freunden und Bekannten, und dessen pejorative Bedeutung abgemildert. Mitunter wird er als freundlich gemeinte Anrede im Sinne von „Alter“ verwendet: „Hey, Opfer, kommst du auch in die Cafeteria?“
In der Anglosphäre kommt es vor, dass der englische Begriff für Opfer („victim“) politisch abwertend verwendet wird. So wirft der rechtslibertäre Milliardär und Tech-Unternehmer Peter Thiel dem Christentum vor, für die Ausbreitung des von ihm abgelehnten Wokeismus verantwortlich zu sein, da sich dieses immer auf die Seite der Opfer stelle.

## Sozialpsychologische Erklärungsversuche
Carol Hagemann-White erläutert: „Ein Motiv für die Ausübung von Gewalt, insbesondere bei jungen Menschen, ist das Bedürfnis, einen unsicheren Bezug zur Wirklichkeit zu überwinden und das Gefühl zu haben, eindeutig etwas bewirken zu können […]. Opfer zu sein, sich als Opfer [zu] erkennen zu geben oder sich in die Opfersituation von Gleichaltrigen hineinzuversetzen, könnte diese Verunsicherung und Diffusität des Selbst in einer haltlos gewordenen Umwelt steigern und den Wunsch erzeugen, lieber Täter zu sein, als gar nicht mehr wirklich zu existieren.“
Auf derselben Tagung fügte Joest Martinius hinzu: „Wenn Jugendliche, die in ihrer Entwicklung durch schwere und langdauernde Entbehrungen und Gewalterfahrungen verletzt wurden, andere, ebenfalls Betroffene als ‚Opfer‘ beschimpfen, liegt darin der untaugliche Versuch, die eigene Schwäche zu kompensieren. Das Erniedrigen gleich Schwacher und Schwächerer und die dabei erlebte Überlegenheit ist die eigentliche Erklärung für das Aufkommen der genannten Beschimpfung und für den Missbrauch des Opferbegriffs.“
Norbert Dittmar erklärt die starke Zunahme des Gebrauchs des Wortes „Opfer“ – bedingt auch durch das Bemühen, sich selbst als „Opfer“ problematischer Verhältnisse darzustellen – damit, dass die Welt zunehmend in Kategorien des Wettkampfs gesehen werde. Demzufolge gebe es in der Welt unzählige Gewinner und Verlierer, wobei Letztere immer öfter als „Opfer“ bezeichnet würden. Auch der Sozialwissenschaftler Götz Eisenberg sieht eine Verbindung zwischen der Verwendung von „Opfer“ als Schimpfwort und neoliberalen Ansichten.
Umstritten ist die Frage, ob es positiv zu bewerten sei, wenn Überwältigte (z. B. vergewaltigte Menschen) nicht „Opfer“ sein wollten und für ihre „Stärke“ gelobt würden, die darin bestehe, dass sie eben keine „Opfer“ seien, indem sie ihr Erlebnis konstruktiv bewältigen könnten. Der Begriff „Opfer“ bringe, so Kritiker dieses Standpunkts, vielmehr angemessen die Hilf- und Wehrlosigkeit derjenigen zum Ausdruck, die der Gewalt eines Täters oder eines sie überwältigenden Vorgangs ausgesetzt gewesen seien.

## Rechtliche Wertung
Der Begriff Opfer ist, je nach Kontext der Äußerung, als strafbare Beleidigung zu werten und wurde auch bereits „unter Berücksichtigung der Begleitumstände“ von der Rechtsprechung als Beleidigung eines Polizeibeamten angesehen.